# 默里肯-維爾德格

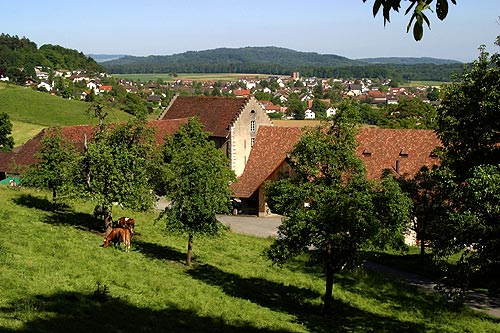

默里肯-維爾德格是瑞士的城鎮，位於該國北部，由阿爾高州負責管轄，面積6.6平方公里，海拔高度387米，2012年人口4,162，五成半人口信奉基督教，人口密度每平方公里631人。